# Adolf von Dalwigk zu Lichtenfels
Adolf Maximilian Freiherr von Dalwigk zu Lichtenfels (* 3. Juli 1860 in Haus Boisdorf, Kreis Düren; † 20. November 1924 auf Schloss Longenburg bei Königswinter) war ein preußischer Verwaltungsjurist, Landrat und Regierungspräsident des Regierungsbezirks Aachen.

## Familie
Der Sohn des königlichen preußischen Kammerherrn und Fideikommissherrn Julius von Dalwigk zu Lichtenfels (1816–1885) und dessen Ehefrau Anna geborene von Böselager (1830–1895) heiratete am 2. August 1890 die Freiin Anna von Loë (* 4. April 1868 in Köln; † 7. November 1937 in Bonn), die Tochter des Rittmeisters Friedrich von Loë zu Longenburg und Mathilde geb. Freiin von Waldbott-Bassenheim.

## Ausbildung
Nach der Reifeprüfung am Paulinischen Gymnasium in Münster 1880 studierte Dalwigk Rechtswissenschaften und Staatswissenschaften in Göttingen und Straßburg bis 1883, das er mit der ersten juristischen Staatsprüfung am 15. Dezember 1883 abschloss.

## Werdegang
Dalwigk trat 1884 in den preußischen Verwaltungsdienst ein und war zunächst bis 1887 Gerichtsreferendar am Amtsgericht Ahaus und an den Landgerichten Paderborn und Münster. Nach einer Tätigkeit bei einem Rechtsanwalt und Notar wurde er am 15. November 1887 Regierungsreferendar in Düsseldorf. Zwischenzeitlich leistete er von Oktober 1884 bis Oktober 1885 seinen Militärdienst bei dem 1. Westfälischen Husaren-Regiment Nr. 8 ab.
Er wurde 1891 zum Regierungsassessor ernannt und war danach als solcher in Stettin und Kassel tätig. Nachdem Dalwigk im Jahr 1895 zunächst als Vertreter des Landrates des Kreises Wipperfürth fungierte, wurde er ein Jahr später dort Landrat. In gleicher Funktion war er von 1904 bis 1917 im Siegkreis tätig, bis er zum Regierungspräsidenten des Regierungsbezirkes Aachen berufen wurde. In dieser Dienststellung war Dalwigk auch als Reichskommissar für die Überleitung der auf Grund des Versailler Vertrages an Belgien abzutretenden Kreise Eupen und Malmedy zuständig.
Nach der Ermordung des Reichsministers Walther Rathenau wurde Dalwigk, wie auch andere Regierungspräsidenten des alten Regimes, am 22. Juli 1922 in den einstweiligen Ruhestand versetzt. Anschließend übernahm er bis zu seinem Tode den Vorsitz der Landwirtschaftskammer Rheinland in Bonn. Seine Beisetzung erfolgte auf dem Friedhof in Niederdollendorf.
Für seine Verdienste während der Zeit des Ersten Weltkrieges wurde Dalwigk mit dem Eisernen Kreuz am weiß-schwarzen Band ausgezeichnet.